# Seznam pamětních desek v Pražském Předměstí (Hradec Králové)
Seznam pamětních desek v Pražském Předměstí (Hradec Králové) má ve stručnosti podat přehled  pamětních desek, jež jsou umístěny na katastru této městské části.
| Umístění                                              | Popis |
| ----------------------------------------------------- | --- |
| Dukelská třída čp. 1642                               | Deska ze švédské žuly s textem: „V TOMTO DOMĚ, POST. R. 1865, BÝVALÉM ZÁJEZDNÍM HOSTINCI „U MĚSTA PRAHY“ Č.P. 17, BYDLIL VRCHNÍ VELITEL SEVERNÍ ARMÁDY POLNÍ ZBROJMISTR RYTÍŘ LUDVÍK AUGUST BENEDEK A JEHO ŠTÁB. ARMÁDNÍ STAN PŘIJEL SEM O 11. HOD. 1.7.1866 Z DUBENCE A POBYL TU AŽ DO 7 ½ HOD. RÁNO 3.7., KDY ODJEL DO BITVY. VZADU NA DVOŘE BYL TANEČNÍ SÁL, KDE SE KONALA 2.7. O 17. HOD. VÁLEČNÁ PORADA VŠECH HLAVNÍCH VELITELŮ.“ Pamětní deska z černé švédské žuly byla osazena v roce 1936 na domě čp. 17. V listopadu 1988 byl dům zbourán. Zachráněná deska byla znovu osazena v roce 1993 na nově postavený dům čp. 1642 v Dukelské ulici. Autorem sochař Jaroslav Samek. |
| Chelčického čp. 201                                   | Bronzová deska vlevo od vchodu do sokolovny s textem: „LEPŠÍ VESTOJE ZEMŘÍT, NEŽ NA KOLENOU ŽÍT PAMÁTCE OBĚTEM NACISTICKÉ PERZEKUCE, ČLENŮM SOKOLSKÉ ODBOJOVÉ ORGANIZACE JINDRA – HRADEC KRÁLOVÉ KAREL NESNÍDAL POPRAVEN 7.9.1943 V BERLÍNĚ PLÖTZENSEE ANTONÍN STIEHL UMUČEN 5.3.1943 V OSVĚTIMI VÁCLAV VÁLEK UMUČEN 1.3.1943 V OSVĚTIMI FRANTIŠEK WEIHRAUCH UMUČEN 18.3.1943 V OSVĚTIMI JOSEF URBAN VĚZNĚN V KONCENTRAČNÍCH TÁBORECH 1942-1945“. Autorem sochař Oldřich Hejtmánek. Odhalena členům královéhradecké sokolské odbojové organizace Jindra 8. května 2011. |
| Náměstí 28. října (před kostelem Božského Srdce Páně) | Bronzová deska letcům, kteří bojovali za naši svobodu ve 2. světové válce s nápisem: „Hrdinům nebe 1939-1945 Героям неба 1939-1945 Aux héros du ciel 1939-1945 Dedicated to the Heroes of the Sky 1939-1945“. Odhalena 5. května 2014. |
| Náměstí 28. října čp. 1610                            | Měděná deska na OD TESCO s nápisem: „PRIOR. OBCHODNÍ DŮM HRADEC KRÁLOVÉ. ZAHÁJENÍ VÝSTAVBY: DUBEN 1978. ZAHÁJENÍ PROVOZU: KVĚTEN 1981. INVESTOR PRIOR OD GŘ Bratislava, odbor investic ČSR Hradec Králové. PROJEKTANT Státní projektový ústav obchodu Brno, středisko 03, zodpovědný projektant ing. arch. Jiří Kučera. DODAVATELÉ: stavební část: n. p. Průmstav Pardubice, závod 01 Trutnov, 07 Pardubice, 06 Chrudim, vzduchotechnika: n. p. Pozemní stavby, závod Stavomontáže Pardubice, vnitřní zařízení prodejních ploch: OZAP Praha, výtvarná výzdoba: ČFVU Dílo Hradec Králové“). |
| Riegrovo náměstí čp. 914                              | Bronzová deska vlevo od východu z nádraží s textem: „1939-1945 ZA OSVOBOZENÍ VLASTI POLOŽILI ŽIVOT BRAUN OLDŘICH BULÍČEK BOHUMIL ČERMÁK KAREL DRTINA KAREL ESSER ALOIS HANUŠ PAVEL HEYDUK FRANTIŠEK JIROUT OTTO KOUTNÍK FRANTIŠEK PAVLIŠTA JOSEF RÝDL JIŘÍ ŘÍČAŘ BOHUMIL SVÍTIL VLADIMÍR ŠKALDA VÁCLAV VACHEK VÁCLAV VOBORNÍK KAREL VRBATA FRANTIŠEK ŽEMLIČKA ADOLF ČEST JEJICH PAMÁTCE!“ Odhalena byla 5. května 1946. Na zdi administrativní budovy depa se nachází navíc pamětní deska pracovníkům lokomotivního depa s textem „PŘEDČASNĚ DOZNĚLA STRUNA JEJICH ŽITÍ, ZASTAV SE ČLOVĚČE A VZPOMEŇ NA TY, CO PADLI ZA TVÉ BYTÍ. POLOŽILI ŽIVOT ZA NAŠE OSVOBOZENÍ. PAVEL HANUŠ + 1.7.1942, VÁCLAV VACHEK + 5.10.1944, JAN KOPIČ + 1.5.1945, JOSEF KÁNSKÝ + 23.4.1945, KAREL ČERMÁK + 7.5.1945, JOSEF HRYČÁK + 23.4.1945, BOHUSLAV BULÍČEK + 8.5.1945. UPLYNOU ROKY, ALE VAŠE ČINY NEVYMIZÍ Z NAŠÍ PAMĚTI.“ |
| Střelecká čp. 45                                      | Bronzová destička na boční straně budovy Kulturního domu Střelnice s textem: „NA PAMÁTKU SOCIÁLNÍM DEMOKRATŮM, KTEŘÍ POLOŽILI ŽIVOT PŘI OBRANĚ DEMOKRACIE A SOCIÁLNÍ SPRAVEDLNOSTI.“ Nahradila desku předchozí, která od svého odhalení 4. dubna 1977 hlásala, že v budově byl vyhlášen Ďurišův zemědělský program socializace vesnice (úvodní projev při slavnosti měl vedoucí tajemník KV KSČ František Pecha). |
| Ulice Letců čp. 1001                                  | Menší bronzová deska s textem: „NÁRODU SRDCE VLASTI ŽIVOT NA TOMTO MÍSTĚ ZAHYNULI 21.9.1933 ČETAŘ POLNÍ PILOT JAN WOLLEMAN PORUČÍK POZOROVATEL JIŘÍ KŮŽEL PŮVODNÍ POMNÍK ARCH. SLEJŠKY BYL NACISTY ODSTRANĚN PAMĚTNÍ DESKA UMÍSTĚNA V R. 1989 Z INICIATIVY KLUBU DŮSTOJNÍKŮ A PRAPORČÍKŮ V ZÁLOZE SVAZARMU HRADEC KRÁLOVÉ“ je náhrada za původní památník, odhalený 27. října 1934, který musel být z protější zahrádky za německé okupace odstraněn. Pomník představoval 6 m dlouhý vojenský letoun, v jehož středu byla zasazena polovice zlomené vrtule ze zříceného letounu. Na křídlech byla navíc jména zahynulých letců a na trupu nápis „NÁRODU SRDCE, VLASTI ŽIVOT“. Dnešní deska připomíná stejně jako on havárii vojenského letadla při cvičném letu 21. září 1933, jež si vyžádala životy četaře polního pilota Jana Wollemana a poručíka pozorovatele Jiřího Kůžela. Jejich letoun S-16-43 spadl právě do zahrady stavitele Antonína Slejšky, jež se nacházela mezi hotelem Avion a vilou Aničkou v místech dnešního obchodního domu Don. Před dopadem na zem vyskočil pozorovatel Jiří Kůžel, kterému se kvůli nízké výšce otevřel padák jen částečně, takže dopadl mrtev vedle letounu. Pilot Jan Wolleman zůstal naopak připoután v pilotním sedadle a byl těžce zraněn. Následkům tohoto zranění podlehl 23. září v zdejší nemocnici. Výtvarné řešení doplňuje reliéf letadla. Autorem akademický sochař a medailér Oldřich Tlustoš a k jejímu slavnostnímu odhalení došlo 27. října 1989. |
| Všehrdova čp. 194                                     | Text: „DŮM U ŠVAGERKŮ BYL JIŽ OD ROKU 1902 SÍDLEM DĚLNICKÝCH ORGANIZACÍ. OD ŘÍJNA 1920 ZDE BYLA REDAKCE POCHODNĚ A SEKRETARIÁT III. ŽUPY SOCIÁLNĚ DEMOKRATICKÉ LEVICE. V LÉTECH 1921-1938 PRACOVAL ZDE KRAJSKÝ SEKRETARIÁT KSČ, REDAKCE KOMUNISTICKÉ POCHODNĚ, PŮSOBIL KOMSOMOL, RUDÉ ODBORY, PROLETÁŘSKÁ TĚLOVÝCHOVA A DIVADLO.“ Odhalena v roce 1967. Autorem sochař Josef Bílek. |
| Zamenhofova čp. 915                                   | Kamenná leštěná deska na rohu vlevo od vchodu do budovy pošty s nápisem: „PADLI, ABYSTE ŽILI BEK JOSEF DRÁBEK FRANTIŠEK ERBAN VÁCLAV OTAVA JAROSLAV PUŠMAN STANISLAV VOKATÝ JAROSLAV“. Odhalena 6. května 1946. |